# Guilherme Piva
Guilherme Piva (Caxias do Sul, Brasil, 29 de septiembre de 1967) es un actor brasileño. En 1996 se destacó por su actuación en Xica da Silva en el papel de José María, un homosexual del siglo XVIII acusado de sodomía.

## Filmografía

### Televisión
| Año  | Título                    | Personaje                        |
| ---- | ------------------------- | -------------------------------- |
| 1994 | Incidente em Antares      | Estudiante                       |
| 1995 | Malhação                  | Merreca                          |
| 1996 | Xica da Silva             | José Maria / Zé mujer            |
| 1997 | Mandacaru                 | Frei Dodô (Domingos)             |
| 1999 | Chiquinha Gonzaga         | Narrador                         |
| 2000 | Esplendor                 | Neves                            |
| 2001 | Puerto de los milagros    | Alfeu da Silva                   |
| 2002 | El beso del vampiro       | Monstruo del espejo              |
| 2003 | Chocolate con pimienta    | Dr. Paulo                        |
| 2004 | Começar de novo           | Arbor/Márcio Estrela             |
| 2005 | Bang Bang                 | Smith/Ricky/Geraldo              |
| 2005 | A Grande Família          | Djalma                           |
| 2006 | Pé na Jaca                | Nirdo (Agronildo Ferreira Sales) |
| 2006 | Sob Nova Direção          | Dirceu                           |
| 2007 | Siete pecados             | Joílson                          |
| 2007 | Paraíso Tropical          | Ismael                           |
| 2008 | Três Irmãs                | Glauco                           |
| 2008 | Faça sua História         | Pasajero                         |
| 2009 | Malhação                  | Guaraná                          |
| 2011 | Insensato corazón         | Gabino Damasceno                 |
| 2012 | Lado a lado               | Delegado Praxedes                |
| 2014 | Malhação                  | Edgard                           |
| 2014 | Por Isso Eu Sou Vingativa | Caio                             |
| 2017 | Novo Mundo                | Licurgo Ferreira                 |

### Cine
- Madame Satã (2002)

- Datos: Q9001258